# Satoko Okudera
Satoko Okudera (Japonés: 奥寺 佐渡子;?  Hepburn: Okudera Satoko), nacida en 1966 en la Prefectura de Iwate, es una escritora japonesa. Es conocida por escribir guiones tanto para obras de imagen real como para obras de animación. Sus colaboraciones más conocidas son con el director de películas de anime Mamoru Hosoda.

## Carrera
Tras diez años como escritora para diversos proyectos de cine y televisión de imagen real, se le ofreció su primer trabajo de animación adaptando la novela Toki o Kakeru Shōjo de Yasutaka Tsutsui, para un filme que dirigiría Mamoru Hosoda. Esta colaboración resultaría en la película La chica que saltaba a través del tiempo, que fue bien recibida mundialmente y le dio reconocimiento internacional una vez estrenada en 2006. 
Okudera colaboraría una vez más con Hosoda en la película Summer Wars, estrenada en 2009, esta vez con un guion original. El director confirmaría ese mismo año una tercera colaboración en el Anime Festival Asia de Singapur, escribiendo el guion para su próximo proyecto: Los Niños Lobo. Dicha película tendría su estreno en 2012 en Francia, marcando su debut para un estreno internacional de un proyecto en la que ella colaboró.
En 2012, en la edición 35.º del de los premios de la Academia Japonesa, fue galardonada por mejor guion por su trabajo en la película Yōkame no Semi.  

## Obras
- Ohikkoshi (1993)
- Yoi ko to asobô (1994)
- Gakkō no Kaidan (1995)
- Gakkō no Kaidan 2 (1996)
- Gakkō no Kaidan 4 (1999)
- Konsento (2001)
- Makai Tenshō (2003)
- Hana (2003)
- OLDK. (2004)
- Zoo (2005)
- Tenshi (2005)
- La chica que saltaba a través del tiempo (2006)
- Kaidan (2007)
- Miyori no Mori (2007)
- Shaberedomo shaberedomo (2007)
- Summer Wars (2009)
- Permanent Nobara (2010)
- Youkame no Semi (2011)
- Keibetsu (2011)
- La princesa y el piloto (2011)
- Los Niños Lobo (2012)
- Sôgen no Isu (2013)
- Kiki's Delivery Service (2014)
- Maesutoro! (2015)
- Watashi, Teiji de Kaerimasu (2019)
- Farewell: Comedy of Life Begins with a Lie (2020)
- Wish (2020)